# Abiah Darby
Abiah Darby (1716-1793) a marqué l'histoire religieuse et industrielle anglaise.
Veuve du prêcheur quaker John Sinclair, elle est devenue elle-même ministre du culte en 1748 après avoir épousé en 1745 Abraham Darby II (1716-1763) le propriétaire de la forge créée en 1709 par son père, le quaker Abraham Darby, dans le village de Coalbrookedale, à une dizaine de kilomètres de Birmingham. Elle lui donnera quatre enfants. En 1745, l'année de leur mariage, son mari prend la direction de la société, confiée depuis 1717 à Richard Ford, beau-fils d'Abraham Darby.
Elle a écrit une lettre racontant les expériences de fonte au coke effectuées depuis 1709 par son beau-père, lettre considérée comme un document historique clé pour comprendre l'histoire industrielle britannique. La lettre n'a pas de date, plusieurs versions étant considérées comme probable, celle d'une lettre de 1755 ou de 1775, en raison du fait qu'elle a écrit un livre en 1772. Le document souligne que la société a amélioré, sous la direction de son mari, la qualité de la fonte au coke, laissant penser qu'il peut avoir écrit après cet épisode.
Abiah Darby, dont on a retrouvé le journal intime, pratiquait le prêche en public, visitait les groupes de quaker un peu partout dans le pays et les prisonniers de la prison de Shrewsbury. Sa belle-fille Deborah Darby (1752-1810) devint aussi une prêcheuse quaker et visita les États-Unis à la fin du siècle.